# Абу-л-Музаффар Рустам-хан
Султан Рустам (1477, Тебриз — 1497, Грузия) — пятый султан государства Ак-Коюнлу в 1492—1497 годах. Полное имя — Абул-Музаффар Султан-Рустем ибн Максуд.

## Биография
Сын Максуд-бека (? — 1478), наместника Багдада, и внук основателя государства Узун-Хасана. Родился в Тебризе, однако дата рождения доподлинно неизвестна. В 1478 году после смерти Узун-Хасана его отец Максуд-бек выступил против нового султана и собственного брата Султан-Халила, но потерпел неудачу и был казнен. Рустам некоторое время скрывался. Во время правления следующего правителя Султана Якуба Рустам вернулся в Тебриз.
В 1490 году Рустам-бек стал интриговать против очередного правителя и своего двоюродного брата Султана Байсункура. Наконец, в 1492 году его поддержали тюркские племена порнеков и каджаров, которые посадили на престол Султана Байсункура. Вскоре Рустам победил сторонников последнего, который погиб в 1493 году.
В 1494 году Султан Рустам выступил против правителей Ардебиля — Сефевидов, которые снова восстановили свою мощь, нанеся поражение Исмаилу, сыну и преемнику шейха Гейдара. Исмаил Сефевид вынужден был бежать. В течение следующих лет Султан Рустам спокойно правил, не проводя активной внешней политики.
В 1497 году при поддержке турок-османов против Султана Рустама выступил его родственник Гёдек Ахмед-хан — он довольно быстро победил султана, который бежал в Грузию (куда именно неизвестно: Картли или Кахетия), где вскоре погиб. Новым правителем Ак-Коюнлу стал Гёдек Ахмед-хан.